# Ilex hainanensis
Ilex hainanensis är en järneksväxtart som beskrevs av Elmer Drew Merrill. Ilex hainanensis ingår i släktet järnekar, och familjen järneksväxter. Inga underarter finns listade i Catalogue of Life.